# Nieuwerkerke (Schouwen-Duiveland)

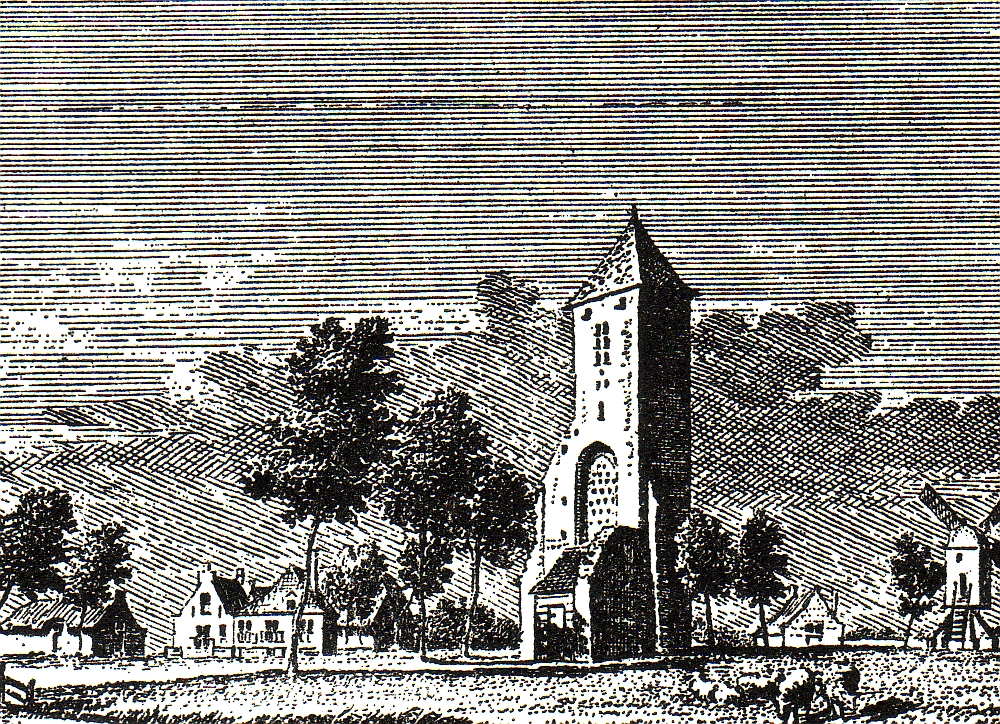
Nieuwerkerke 1745

Nieuwerkerke of 't Schutje is een buurtschap in de gemeente Schouwen-Duiveland, in de Nederlandse provincie Zeeland. De buurtschap ligt tussen Kerkwerve en Brouwershaven / Scharendijke.
De kerk van Nieuwerkerke was jonger dan die van Kerkwerve, waarvan het een dochter was. De naam van het gehucht wordt voor het eerst vermeld in 1298. Tot 1813 was Nieuwerkerke een zelfstandige gemeente, waarna het werd samengevoegd met Kerkwerve. Het gehucht wordt ook wel Schutje genoemd, vermoedelijk vanwege de aanwezigheid van een schutsluis.
In de 18e eeuw werd de kerk afgebroken en in 1820 de toren.
Nieuwerkerke telt 1 rijksmonument.
Steden: Brouwershaven · Zierikzee

Dorpen: Bruinisse · Burgh · Dreischor · Ellemeet · Haamstede · Kerkwerve · Nieuwerkerk · Noordgouwe · Noordwelle · Oosterland · Ouwerkerk · Renesse · Scharendijke · Serooskerke · Sirjansland · Zonnemaire

Buurtschappen: Beldert · Brijdorpe · Burghsluis · Capelle · Den Osse · Elkerzee · Looperskapelle · Moriaanshoofd · Nieuw-Haamstede · Nieuwerkerke · Schuddebeurs · Westenschouwen · Zijpe

Voormalige gemeentes/plaatsen: Bloois · Bommenede · Duivendijke · Klaaskinderkerke · Rengerskerke en Zuidland · Viane

Zeeland: Steden en dorpen in Zeeland      Nederland: Provincies · Gemeenten